# Artistique-Weltmeisterschaft 1985

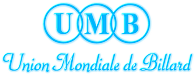
Logo UMB (ausrichtender Verband)

Veranstaltungsort: Sluis

Die Billard-Artistique-Weltmeisterschaft 1985 war das 15. Turnier in dieser Disziplin des Karambolagebillards und fand vom 7. bis zum 10. Oktober 1985 in Sluis statt. Es war die dritte Artistique-WM in den Niederlanden.

## Geschichte
Jean Bessems nutzte seinen Heimvorteil und wurde erstmals Artistique-Weltmeister. Zweiter wurde der Cadre-Spezialist Francis Connesson vor seinem Landsmann Maurice Coyret.

## Modus
Gespielt wurden 76 verschiedene Figuren mit verschiedenen Punktewertungen. Jeder Teilnehmer hatte pro Figur drei Versuche. Die maximale Punktzahl betrug 500 Punkte.

Gewertet wurde wie folgt:
1. Punkte = Erzielte Punkte
2. Versuche = Anzahl der gespielten Versuche
3. gelöste Figuren = gelöste Figuren
4. HS = Punkte der nacheinander gelösten Figuren

## Abschlusstabelle
| Platz                        | Name               | Punkte | Versuche | gel. Figuren | HS |
| ---------------------------- | ------------------ | ------ | -------- | ------------ | -- |
| 1                            | Jean Bessems       | 305    | 167      | 47           | 55 |
| 2                            | Francis Connesson  | 279    | 163      | 47           | 50 |
| 3                            | Maurice Coyret     | 257    | 172      | 43           | 35 |
| 4                            | Raymond Steylaerts | 239    | 169      | 42           | 38 |
| 5                            | Léo Corin          | 237    | 174      | 40           | 19 |
| 6                            | Robert Immervoll   | 225    | 170      | 39           | 28 |
| 7                            | Ricardo Fernández  | 221    | 184      | 37           | 35 |
| 8                            | Angelo Casales     | 213    | 184      | 38           | 43 |
| 9                            | Hans de Jager      | 198    | 193      | 35           | 28 |
| 10                           | Hiromi Sumiyoshi   | 133    | 203      | 24           | 18 |
| Turnierdurchschnitt: 46,14 % |                    |        |          |              |    |